# Licuala naumoniensis
Licuala naumoniensis är en enhjärtbladig växtart som beskrevs av Odoardo Beccari. Licuala naumoniensis ingår i släktet Licuala och familjen Arecaceae. Inga underarter finns listade i Catalogue of Life.